# 카다멈

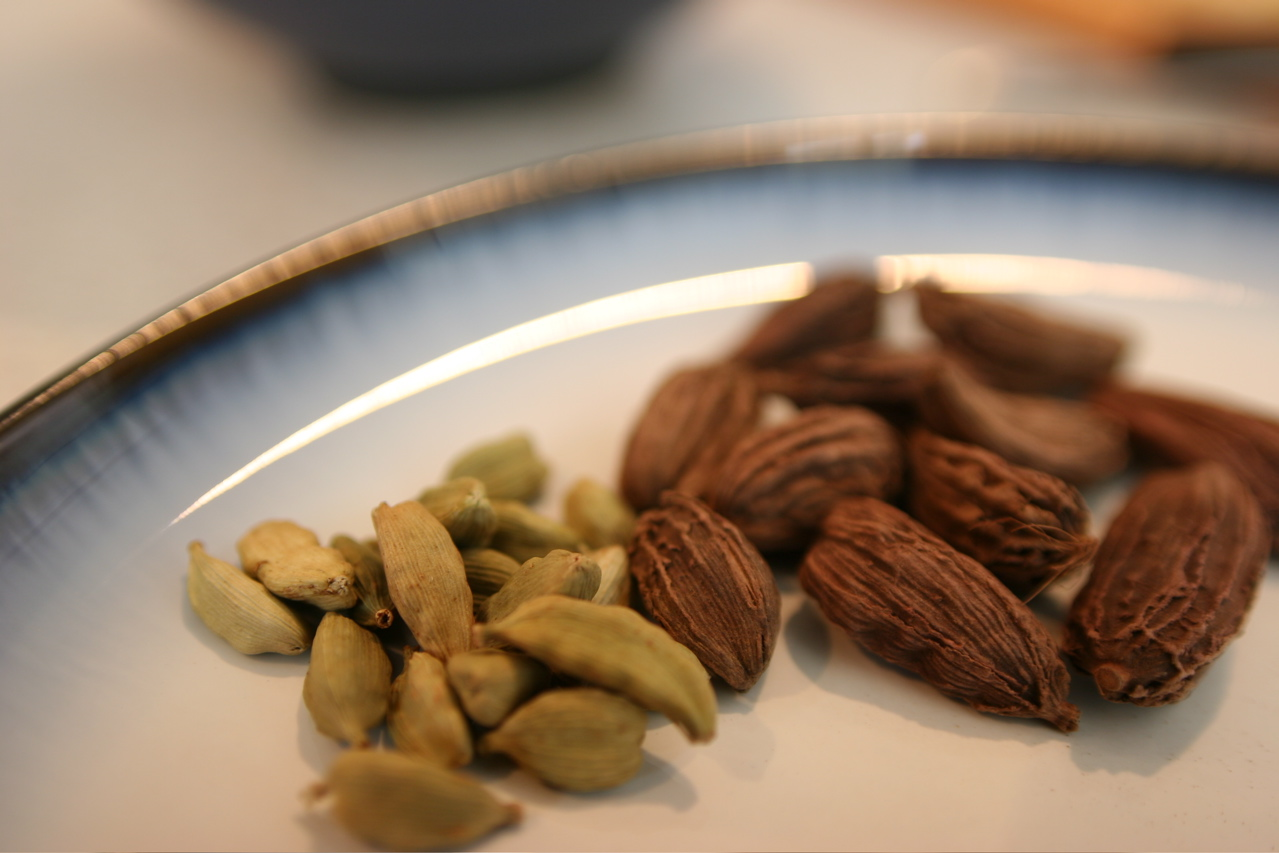
그린 카다멈과 블랙 카다멈

카다멈 또는 카르다몸은 생강과 소두구속이나 두구속에 속하는 몇몇 식물의 씨앗으로 만드는 향신료를 일컫는다. 두 속 모두 인도, 부탄, 인도네시아, 네팔이 기원이다.
- 그린 카다멈: 소두구 씨앗이다. "백두구"로도 부른다.
- 블랙 카다멈: 두구속에 속하는 여러 식물의 씨앗이 "블랙 카다멈"이라는 이름으로 불린다. 인도 아대륙에서 주로 사용하는 향두구와 동아시아와 동남아시아에서 주로 사용하는 초과가 대표적이다.[2]

## 어원
카다멈은 영어 cardamom (/ˈkɑː(r).də.məm/)의 음차이다. 이는 라틴어 카르다모뭄(cardămōmum)에서 나왔는데, 라틴어 카르다모뭄은 그리스어 카르다모몬(καρδάμωμον)을 라틴어화한 것이다. 그리스어 카르다모몬은 큰다닥냉이를 뜻하는 카르다몬(κάρδαμον)과 인도 향신료 이름인 아모몬(ἄμωμον)의 합성어다.

## 쓰임새
한국에서는 제호탕을 만들 때 초과(Amomum tsao-ko) 씨앗과 사인을 넣는다. 사인은 축사(Amomum villosum var. xanthioides)의 씨앗이다.
카다멈은 인도 요리와 네팔 요리에서 쓰이는 마살라(혼합 향신료) 재료 가운데 하나다. 마살라 차이를 만들 때도 카다멈이 쓰인다.
중동에서는 카다멈 가루를 단 음식에 넣는 향신료로 쓴다. 커피와 차에 타먹기도 한다.
북유럽에서는 카다멈이 제빵에 쓰인다.

## 같이 보기
- 코러리마(에티오피아카다멈)